# Masters of the Air
Masters of the Air (Los amos del aire en España) es una miniserie de televisión emitida en streaming de drama bélico estadounidense de 2024 creada por John Shiban y John Orloff para Apple TV+.  Está basada en el libro de 2007 del mismo nombre de Donald L. Miller y sigue las peripecias del 100.º Grupo de Bombarderos, que es una de las unidades de bombarderos pesados Boeing B-17 Flying Fortress en la Octava Fuerza Aérea en el este de Inglaterra durante la Segunda Guerra Mundial. La serie es un complemento de Band of Brothers (2001) y The Pacific (2010). Es la primera serie producida por Apple Studios, en cooperación con Playtone y Amblin Television.
El rodaje comenzó en Inglaterra en 2021 pero, debido a los efectos de la pandemia de COVID-19, se retrasó en varias ocasiones. Masters of the Air se estrenó el 26 de enero de 2024. La serie recibió una recepción crítica positiva.

## Premisa
Masters of the Air cuenta la historia del 100.º Grupo de Bombarderos durante la Segunda Guerra Mundial. Dirigida por Gale 'Buck' Cleven y John 'Bucky' Egan, la serie sigue a los aviadores mientras se embarcan en peligrosas misiones para bombardear objetivos dentro de la Europa ocupada por los alemanes.
Es una serie donde se ven las relaciones sociales entre soldados. También muestran las durezas de la guerra.

## Reparto

### Principal
- Austin Butler como el mayor Gale "Buck" Cleven [2]
- Callum Turner como el mayor John "Bucky" Egan [2]
- Anthony Boyle como el teniente Harry Crosby
- Barry Keoghan como el teniente Curtis Biddick
- Nikolai Kinski como el coronel Harold Huglin
- Stephen Campbell Moore como el mayor Marvin "Red" Bowman
- Sawyer Spielberg como el teniente Roy Frank Claytor
- Isabel May como Marjorie "Marge" Spencer
- James Murray como el coronel Neil “Chick” Harding

### Secundario
- David Shields como mayor Everett Blakely
- Matt Gavan como teniente Charles Cruikshank
- James Meunier como teniente Kenneth Lorch
- George Smale como teniente Raymond Nutting
- Oaklee Pendergast como sargento William Hinton
- Kieron Moore como sargento Clifford Starkey
- Kai Alexander como sargento William Quinn
- Bailey Brook como sargento Charles K. Bailey
- Ben Radcliffe como capitán John D. Brady
- Adam Long como capitán Bernard DeMarco
- Darragh Cowley como teniente Glenn Graham
- Elliot Warren como teniente James Douglass
- Jordan Coulson como teniente Howard Hamilton
- Louis Greatorex como capitán Joseph Payne
- Nathen Solly como  John Hoerr
- Dean Ridge como FO. Richard L. Snyder
- James Frecheville como mayor Bill Veal
- Sonny Ashbourne Serkis como teniente James Evans
- Thomas Flynn como Barr
- Freddy Carter como teniente David Friedkin
- Ben Spong como mayor Ollie Turner

### Invitados
- Tommy Jessop como Tommy
- Raff Law como el sargento. Ken Lemmons
- Jojo Macari como el capitán Orán Petrich
- Lino Facioli como el teniente Adams
- Fionn O'Shea como el sargento. Steve Bosser
- Nitai Levi como el sargento. Paul A. Vrabec, Jr.
- Jon Ewart como el teniente William Couch
- Max Hastings como el teniente Kenneth Allen
- Neil Pendleton como el sargento. Guillermo Stewart
- Elliott Ross como el teniente Donald Strout
- Edward Ashley como el teniente coronel John B. Kidd
- Louis Sparks como el sargento. Lester Saunders
- Alex Boxall como el sargento. monroe thornton

## Producción

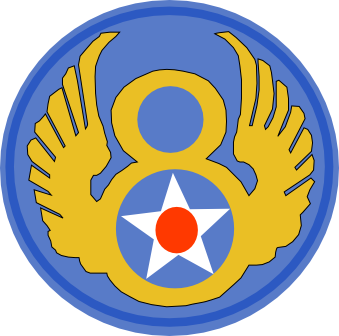
Emblema de la "Octava Fuerza Aérea" en la Segunda Guerra Mundial

En octubre de 2012, se habló de una tercera miniserie de la Segunda Guerra Mundial, en la misma línea que Band of Brothers y The Pacific, que estaba siendo considerada por Tom Hanks y Steven Spielberg y que tendría como protagonistas las tripulaciones de la de la Octava Fuerza Aérea de las Fuerzas Aéreas del Ejército de los Estados Unidos. . En enero de 2013, HBO confirmó que estaba desarrollando la miniserie, basada en el libro de Donald L. Miller "Los amos del aire: Los bombarderos estadounidenses que lucharon en la guerra aérea contra la Alemania nazi", que sería adaptada por John Orloff. La serie se centraría en el 100.º Grupo de Bombardeo de la Octava Fuerza Aérea.
En octubre de 2019, Apple informó que había llegado a un acuerdo con las productoras de Spielberg y Hanks para transmitir la serie en exclusiva en Apple TV+ en lugar de HBO. HBO confirmó posteriormente que había decidido no seguir adelante con la serie. The Hollywood Reporter publicó que constaría de nueve episodios por un presupuesto total de 250 millones de dólares.  Se trata de la primera serie de Apple TV+ que entra en producción bajo la productora interna de la firma tecnológica, Apple Studios.
En octubre de 2020, se anunció que Cary Joji Fukunaga sería el  director de los primeros tres episodios. En febrero de 2021, se confirmó que Austin Butler y Callum Turner interpretarían a Gale "Buck" Cleven y a John "Bucky" Egan respectivamente. Anthony Boyle y Nate Mann se unieron al elenco en marzo, y Raff Law, James Murray y Tommy Jessop se les unieron en abril. Freddy Carter y Barry Keoghan también fueron los elegidos. En junio, se anunció que Dee Rees dirigiría algunos de los otros episodios de la serie. En julio, también se anunció que Anna Boden y Ryan Fleck dirigirían otros de los episodios. Colleen Atwood ha sido elegida como diseñadora de vestuario.
En febrero de 2021, se comunicó que la producción había comenzado en Dalton Barracks (antiguo aeródromo RAF Abingdon de la Segunda Guerra Mundial) en Oxfordshire, Inglaterra.Se solicitó una licencia de obras extraordinaria y temporal de 12 meses en  Newland Park, Chalfont St Peter, seguido de la construcción de un cuartel de la Segunda Guerra Mundial en ese lugar. La filmación se detuvo brevemente en julio debido a pruebas positivas de COVID-19. La producción también se llevó a cabo en Hemel Hempstead. La serie utilizó la "la producción virtual en el set" (OSVP), también conocida como "producción virtual" (VP), o efectos visuales en cámara (ICVFX), de Lux Machina para las escenas de la cabina del piloto.
La serie utilizó  de Lux Machina para las escenas de la cabina.

## Emisión
Masters of the Air fue estrenada en Apple TV+ el 26 de enero de 2024.
Un documental complementario titulado "The Bloody Hundredth: valor y sacrificio", narrado por Tom Hanks, cuenta la historia del 100º Grupo de Bombardeos que inspiró las historias de Masters of the Air. Fue lanzado el 15 de marzo de 2024 en Apple TV+.

## Recepción
En la web de críticas, Rotten Tomatoes, el 86% de las 83 opiniones de los críticos son positivas, con una puntuación media de 8,0/10. El consenso de la web es el siguiente: "Con un diseño de producción inmaculado y unos personajes muy bien observados, Amos del aire puede estar orgullosa de sus hermanas Band of Brothers y The Pacific". Metacritic asignó a la serie una puntuación media ponderada de 73 sobre 100 basada en 40 críticas.
Rebecca Nicholson, escribiendo para The Guardian, le dio a la serie cinco sobre cinco, describiéndola como "una televisión verdaderamente fantástica", que refleja la experiencia de los pilotos "tan emocionante como terrible". Sin embargo, en el i, un periódico británico, Emily Baker calificó la serie con un dos sobre cinco, describiéndola como "la primera gran decepción televisiva de 2024". Baker critica que el drama predecible y "formulista", la caracterización y las distintas líneas argumentales son escasas. Además, sugiere que la serie "se ve demasiado anticuada para competir con el lujo de hoy en día que se ve en la televisión".  